# Bucerius Institute for Research of Contemporary German History and Society
Il Bucerius Institute for Research of Contemporary German History and Society (in lingua ebraica מכון בוצריוס לחקר החברה וההיסטוריה הגרמנית בת זמננו) dell'Università di Haifa è stato istituito nel 2001 dalla fondazione tedesca ZEIT-Stiftung Ebelin e Gerd Bucerius. L'Istituto si dedica allo studio sociale, politico e culturale della Germania contemporanea. Fondatore e primo direttore dell'istituto fu la storica israeliana Prof.ssa, Yfaat Weiss.
Le tematiche di cui si occupa l'istituto riguardano l'identità, la migrazione, l'integrazione, il multiculturalismo, la cittadinanza e il liberalismo, lo studio delle razze, la storia visuale e la storia della scienza nel contesto tedesco, israeliano ed europeo.
A questo scopo l'istituto organizza conferenze e seminari, ha ospitato personaggi pubblici tedeschi, come ad esempio Rita Süssmuth, Josef Joffe e Wolf Biermann. Organizza inoltre eventi speciali, rassegne cinematografiche e spettacoli musicali. Nel 2007, ha partecipato nell'organizzazione di un festival, il "Cinema tedesco da dietro la cortina di ferro", e nel 2008, ha ospitato un dramma musicale dal titolo, "Il mito e la vita reale di Marlene Dietrich".
L'Istituto Bucerius ha un programma di scambio per MA e Ph.D. e collabora con numerosi istituti di ricerca internazionali, come il Leo Baeck Institute, la Fondazione tedesca-israeliana (GIF) per la Ricerca Scientifica e lo Sviluppo, il Simon Dubnow dell'Istituto di Storia e Cultura Ebraica, l'Istituto di Amburgo per la Ricerca Sociale, l'Istituto per la Storia degli ebrei tedeschi, il Gruppo di Ricerca, "Didattica della Biologia" dell'Università di Jena, con diverse fondazioni, con il partito tedesco in Israele, ed altri istituti accademici tedeschi e israeliani.

## Pubblicazioni
Nel marzo 2005, l'Istituto Bucerius ha pubblicato "Memoria e Amnesia: L'Olocausto in Germania", a cura di Gilad Margalit e in ebraico da, Yfaat Weiss. Questo volume rappresenta il prodotto finale di un laboratorio settimanale organizzato dall'Istituto Bucerius tra il 2001 ed il 2002 da parte di ricercatori di alto livello sulla Shoah in Israele, Germania, Europa e Stati Uniti. Il laboratorio ha utilizzato storiografia, generi letterari e la cinematografia per analizzare le narrazioni riguardanti la vittima, il colpevole, e gli astanti in opere che trattano l'Olocausto. Inoltre, alcuni saggi dal convegno "L'Europa e Israele: quo vadis?", In materia di "Rimigrazione," sono state inserite nel "Libro dell'Anno Leo Baeck Institute 2004". Inoltre, il Prof. Yfaat Weiss ha pubblicato un articolo, e, in collaborazione con il Prof. Ulrich Bielefeld, l'editoriale "Mittelweg 36. Journal of the Institute di Amburgo per la Ricerca Sociale, Annuario 13 ottobre / novembre 2004". Numerosi sono le pubblicazioni di membri associati dell'Istituto che trattano storia contemporanea tedesca, ed il rapporto tra ebrei e non ebrei in Germania, Europa e Israele".